# おっぱいティーチャー 〜むちムチ性教育〜
『おっぱいティーチャー 〜むちムチ性教育〜』（おっぱいティーチャー むちムチせいきょういく）は、日本のアダルトゲームブランド・スワンが2008年6月27日に発売した18禁アドベンチャーゲーム。

## 概要
有限会社アセンドアイの廉価版ブランドの一つ・スワンの第7作。同年2月に発売された『おっぱいナース! 〜白衣の搾乳病棟〜』とスタッフは共通しているが、本作では『おっぱいナース』に見られたヒロインが母乳を分泌する描写は存在せずマニアックな要素は抑え気味となっている。
ゲーム中の選択肢は一つしか存在しないが、2種類の個別エンドを見た後にゲームを再開するとハーレムエンドに至る選択肢が解禁される。こうした形式の選択肢追加は、以後のスワン系ブランドの作品でも踏襲されている。

## 登場人物
杉田 孝（すぎた たかし）
主人公。半年前に失恋し、不良になってしまっていたが退学の危機に見舞われ、退学を回避する条件として国語と理科を担当する2人の女教師から特別授業を受けることになってしまう。
水原 令奈（みずはら れな）
国語担当。スリーサイズはB96/W56/H88。熱心で包容力があり、学生や保護者からの評判も良い。孝が退学の危機にあることを知り、理科担当の薫と共に退学を回避すべく特別授業を組む。苺が大好きで、苺柄のグッズを集めている。
白城 薫（しらき かおる）
理科担当。スリーサイズはB88/W54/H86。眼鏡着用。担任を持つ学年が異なるため孝とは特別授業が初対面であったが、教え子を退学させたくない一心で特別授業を組んだ令奈の姿勢に共鳴。愛用の教鞭を手にスパルタ指導で接する。

## スタッフ
- シナリオ - 南条巴
- 原画 - くるみみかん
- 音楽 - Arp